# Konok Péter
Konok Péter (Budapest, 1969. február 1.) magyar történész, író, publicista, fordító, a baloldali radikalizmusok kutatója.

## Életpályája
Kőbányán nőtt fel. Az ELTE Bölcsészettudományi Karán végzett történelem szakon. Doktori disszertációját, amelyet 2010-ben védett meg, a társadalmi önrendelkezés alternatíváiról írta. Témavezetője Krausz Tamás volt. 2002 és 2014 között a Politikatörténeti Intézet tudományos kutatója volt. 2002 és 2008 között az Eszmélet című folyóirat szerkesztője volt. 
Írásaiban általában a radikális baloldali irányzatok (anarchokommunizmus, tanácskommunizmus, anarchizmus, trockizmus) magyarországi és nemzetközi történetével foglalkozik, különösen a két világháború közötti időszakkal, illetve 1968-cal.
Publicisztikákat, irodalmi abszurdokat, verseket is ír. Állandó szerzője a HVG véleményrovatának, versei, novellái jelentek meg többek között a Liget folyóiratban, az Ezredvégben, de leginkább saját népszerű Facebook-oldalán. Az innen válogatott szövegekből készült Történetek a kerítés tövéből című kötete 2016-ban, a Történetek az innen is túlról című kötet 2017-ben, a Hol itt fájt, hol ott fájt című gyűjteményes kötet, valamint a Mindig valami más. Mindig ugyanaz című kötet 2024-ben, mindegyik az Európa Könyvkiadónál. Gyakran hallható a Klubrádió műsoraiban. 2015 és 2018 között a Hír TV „Szabadfogás” című heti vitaműsorának állandó szereplője volt, annak megszűnése óta a Magyar Hang YouTube csatornáján hetente jelentkező "Kötöttfogás" című vitaműsor rendszeres résztvevője. 
A 2020 szeptemberében indult, az ATV-n sugárzott "ÖT" című műsor egyik állandó szereplője.

## Fontosabb munkái
- Mindig valami más. Mindig ugyanaz. Európa Könyvkiadó, Budapest, 2024. ISBN 9789635049394
- Hol itt fájt, hol ott fájt. Európa Könyvkiadó, Budapest, 2024. ISBN 9789635048939
- Történetek az innen is túlról. Európa Könyvkiadó, Budapest, 2017. ISBN 9789634058236
- Történetek a kerítés tövéből. Európa Könyvkiadó, Budapest, 2016. ISBN 9789634056560
- Az eszmék országútján. A nyugati szociáldemokrata kánon dilemmái 1945-től napjainkig. Napvilág Kiadó, Budapest, 2011. 215. p. ISBN 978-963-338-048-2
- "... a kommunizmus gyermekbetegsége"? Baloldali radikalizmusok a 20. században. Napvilág Kiadó, Budapest, 2006. 324. p. ISBN 963-9350-82-6
- A moderntől a posztmodernig: 1968. Tanulmányok. Szerkesztette: Balázs Eszter, Földes György és Konok Péter. Napvilág Kiadó, Budapest, 2009. 264 p.
- A reformizmus forró nyara. A szociáldemokrácia hatvannyolca. In: A moderntől a posztmodernig: 1968. Tanulmányok. Szerkesztette: Balázs Eszter, Földes György és Konok Péter. Napvilág Kiadó, Budapest, 2009. 91–123.
- Virágok és virágárusok. Hippik, yippik, fesztiválok. Rubicon, 190. szám, 50–58.
- Egy amerikai tragédia. A Ku-Klux-Klan története. Rubicon, 189. szám, 22–30.
- Ökölbe szorított kéz. Fekete radikalizmus az Egyesült Államokban. Rubicon, 189 szám, 30–38.
- A "tett propagandája". Anarchista merénylők a 19. században. Rubicon, 187-188. szám, 42–48.
- A "trockista" Justus Pál. In: Jemnitz János – Székely Gábor (szerk.): Justus Pál. Magyar Lajos Alapítvány, Budapest, 2008. 87–95.
- RAF. A Vörös Hadsereg Frakció. Rubicon. 2007. 3. 4–19. pp.
- Köztársaságképek az anarchistáktól a monarchistákig. Spanyolország, 1931–1939. In: Feitl István (szerk.): Köztársaság a modern kori történelem fényében. Tanulmányok. Napvilág Kiadó, Budapest, 2007. 126–134. pp.
- Comandante Che Guevara. Rubicon, 2006. 8. 26–41. pp.
- Castro és a castrozimus. szocializmus.cu. Rubicon, 2006. 8. 14–25. pp.
- Lajos Kassák and the Hungarian Left Radical Milieu (1926-1934). In: Regimes and Transformations. Hungary in the Twentieth Century. Edited by István Feitl and Balázs Sipos. Napvilág, Budapest, 2005. 177-194. pp.
- "Sem Kelet, sem Nyugat". Az európai baloldali radikalizmus stratégiái a második világháború után. In: Feitl István – Földes György (szerk.): 1945 a világtörténelemben. Tanulmányok. Napvilág Kiadó, Budapest, 2005. 304–317. pp.
- Válság és válságértelmezések. Varga Jenő és Anton Pannekoek. Évkönyv. A nemzetközi munkásmozgalom történetéből. 2006. 148–155. pp.
- Egy lezárhatatlan vita margójára. Eszmélet, 64. szám, 107-134. pp.
- Egy másik kommunizmus. A német-holland tanácskommunizmus ideológiai-filozófiai gyökerei. Öt Kontinens. Az ELTE Új- és Jelenkori Egyetemes Történeti Tanszék tudományos közleményei. Évkönyv, 2004. 177–193. pp.
- A "Munka-kör" politikai, szellemi hátországa. Múltunk, 2004. 1. sz., 245-257. pp.
- A trockizmustól a tanácskommunizmusig. A magyarországi baloldali kommunizmus és a "Hartstein-csoport" 1928-1933. Múltunk, 2002. 2. sz. 3-75. pp.
- "Talán dünnyögj egy új mesét..." – A Magyar Tanácsköztársaság és a történelem átalakítása (a kilencvenes évek magyarországi tankönyveinek tükrében). Eszmélet, 52. szám, 77–87. pp.
- A lehetetlent követelve... A szituacionisták szerepe a hatvanas évek radikális mozgalmaiban. = Eszmélet, 50. szám, 102-119. pp.
- Baloldali stratégiák – Franciaország 1968. Eszmélet, 37. szám, 106–120. pp.